# Liatongus appositicornis
Liatongus appositicornis là một loài bọ cánh cứng trong họ Bọ hung (Scarabaeidae).